# Nucula brasiliana
Nucula brasiliana is een tweekleppigensoort uit de familie van de Nuculidae. De wetenschappelijke naam van de soort is voor het eerst geldig gepubliceerd in 1984 door Esteves.